# Saison 2011 de l'équipe cycliste Roubaix Lille Métropole
La saison 2011 de l'équipe cycliste Roubaix Lille Métropole est la cinquième de cette équipe.

## Préparation de la saison 2011

### Arrivées et départs
| Arrivées         | Équipe 2010             |
| ---------------- | ----------------------- |
| Nicolas Bonnet   | Vulco-VC Vaulx-en-Velin |
| Anthony Colin    | ESEG Douai              |
| Loïc Desriac     | CC Étupes               |
| Denis Flahaut    | ISD Continental         |
| Julien Guay      | CC Nogent-sur-Oise      |
| Kévin Lalouette  | USSA Pavilly Barentin   |
| Florian Le Corre | Sojasun espoir-ACNC     |

| Départs             | Équipe 2011                |
| ------------------- | -------------------------- |
| Jocelyn Bar         | Dunkerque Close 2          |
| Renaud Dion         | Bretagne-Schuller          |
| Mickaël Larpe       | suspension                 |
| Alexandre Lemair    | VC Rouen 76                |
| Clément Lhotellerie | Royale Pédale Saint-Martin |
| Arnaud Molmy        | Big Mat-Auber 93           |
| Cédric Pineau       | FDJ                        |

## Coureurs et encadrement technique

### Effectif
| Cycliste         | Date de naissance | Nationalité | Équipe 2010             |
| ---------------- | ----------------- | ----------- | ----------------------- |
| Nicolas Bonnet   | 21 mars 1988      | France      | Vulco-VC Vaulx-en-Velin |
| Matthieu Boulo   | 11 mai 1989       | France      | Roubaix Lille Métropole |
| Anthony Colin    | 22 mars 1985      | France      | ESEG Douai              |
| Benoît Daeninck  | 27 décembre 1981  | France      | Roubaix Lille Métropole |
| Loïc Desriac     | 21 juillet 1989   | France      | CC Étupes               |
| Denis Flahaut    | 28 novembre 1978  | France      | ISD Continental         |
| Julien Guay      | 9 octobre 1986    | France      | CC Nogent-sur-Oise      |
| Morgan Kneisky   | 31 août 1987      | France      | Roubaix Lille Métropole |
| Kévin Lalouette  | 18 février 1984   | France      | USSA Pavilly Barentin   |
| Florian Le Corre | 27 mai 1985       | France      | Sojasun espoir-ACNC     |
| Steven Tronet    | 14 octobre 1986   | France      | Roubaix Lille Métropole |
| Stagiaire        | Date de naissance | Nationalité | Équipe 2011             |
| Boris Zimine     | 2 juin 1990       | France      | CC Étupes               |

## Bilan de la saison

### Victoires

#### Sur route
| Date       | Course                                      | Pays   | Classe | Vainqueur     |
| ---------- | ------------------------------------------- | ------ | ------ | ------------- |
| 06/03/2011 | Grand Prix de Lillers-Souvenir Bruno Comini | France | 1.2    | Denis Flahaut |
| 24/07/2011 | Grand Prix de la ville de Pérenchies        | France | 1.2    | Anthony Colin |

#### En cyclo-cross
| Date       | Course                                       | Pays   | Classe | Vainqueur      |
| ---------- | -------------------------------------------- | ------ | ------ | -------------- |
| 09/01/2011 | Championnat de France de cyclo-cross espoirs | France | CN     | Matthieu Boulo |

#### Sur piste
| Date       | Course                                   | Pays   | Classe | Vainqueur       |
| ---------- | ---------------------------------------- | ------ | ------ | --------------- |
| 18/06/2011 | Championnat de France de demi-fond       | France | CN     | Benoît Daeninck |
| 06/07/2011 | Championnat de France de course à points | France | CN     | Benoît Daeninck |

## Classement UCI

### UCI Europe Tour
L'équipe Roubaix Lille Métropole termine à la trente-huitième place de l'Europe Tour avec 361 points. Ce total est obtenu par l'addition des points des huit meilleurs coureurs de l'équipe au classement individuel,.
| Rang | Coureur         | Points |
| ---- | --------------- | ------ |
| 164  | Steven Tronet   | 93     |
| 189  | Denis Flahaut   | 83     |
| 352  | Anthony Colin   | 45     |
| 406  | Morgan Kneisky  | 40     |
| 408  | Julien Guay     | 40     |
| 469  | Kévin Lalouette | 32     |
| 630  | Benoît Daeninck | 20     |
| 893  | Loïc Desriac    | 8      |